# Caliscelis ferganensis
Caliscelis ferganensis är en insektsart som beskrevs av Kusnezov 1930. Caliscelis ferganensis ingår i släktet Caliscelis och familjen Caliscelidae. Inga underarter finns listade i Catalogue of Life.